# Kanton Nant
Nant is een voormalig kanton van het Franse departement Aveyron. Het kanton maakte deel uit van het arrondissement Millau tot het op 22 maart 2015 werd opgeheven. Nant en Saint-Jean-du-Bruel werden opgenomen in het op die dag gevormde kanton Millau-2, de overige gemeenten in het eveneens op die dag opgerichte kanton les Causses-Rougiers.

## Gemeenten
Het kanton Nant omvatte de volgende gemeenten:
- La Cavalerie
- La Couvertoirade
- L'Hospitalet-du-Larzac
- Nant (hoofdplaats)
- Saint-Jean-du-Bruel
- Sauclières